# Gösta Rodin
Gösta Valdemar Rodin, född 18 april 1902 i Stockholm, död 6 juni 1982 i Farsta, var en svensk filmregissör, manusförfattare och filmklippare. Han var från 1935 gift med skådespelaren Aina Rosén. 1976 skrev Rodin memoarboken Den svenska filmens glada 30-tal. Rodin är begravd på Skogskyrkogården i Stockholm.

## Filmmanus i urval
- 1956 – Den tappre soldaten Jönsson
- 1946 – Djurgårdskvällar
- 1945 – Biljett till äventyret
- 1943 – Flickan är ett fynd
- 1941 – Hemtrevnad i kasern
- 1941 – Tåget går klockan 9
- 1941 – Nygifta
- 1940 – Åh, en så'n advokat
- 1939 – Åh, en så'n grabb
- 1939 – Adolf i eld och lågor
- 1938 – På kryss med Albertina
- 1937 – Bleka greven
- 1936 – Janssons frestelse
- 1936 – Bombi Bitt och jag
- 1935 – Kärlek efter noter
- 1934 – Äventyr på hotell
- 1934 – Hon eller ingen
- 1933 – Djurgårdsnätter
- 1933 – Hustru för en dag
- 1932 – Två hjärtan och en skuta
- 1931 – Kärlek och landstorm

## Regi i urval
- 1945 – Biljett till äventyret
- 1941 – Hemtrevnad i kasern
- 1940 – Åh, en så'n advokat
- 1939 – Sjöcharmörer
- 1937 – Bleka greven
- 1936 – Janssons frestelse
- 1936 – Alla tiders Karlsson
- 1936 – Bombi Bitt och jag
- 1935 – Kärlek efter noter
- 1935 – Smålänningar
- 1934 – Äventyr på hotell
- 1934 – Hon eller ingen
- 1933 – Hustru för en dag
- 1933 – Djurgårdsnätter
- 1933 – Inled mig i frestelse
- 1932 – Två hjärtan och en skuta